# Nekrolog 1718
Nekrolog
◄◄
| ◄
| 1714
| 1715
| 1716
| 1717
| 1718 | 1719 | 1720 | 1721 | 1722 | ► | ►►
Weitere Ereignisse | Allgemeiner Nekrolog 1718
Die Beschreibung der verstorbenen Person sollte so kurz wie möglich gehalten sein und nur deren signifikante Tätigkeit(en) enthalten.
Neue Namen ggf. auch unter dem Geburts- und Sterbedatum, also etwa unter 1. Januar und im Geburts- und Sterbejahr (2024) eintragen (nur bei entsprechender großer Wichtigkeit). Für Beispiele siehe die schon vorhandenen Artikel.
Außerdem über die fünf zuletzt Verstorbenen, zu denen es einen ausreichend guten Artikel für eine Präsentation auf der Hauptseite gibt, nach der todesbedingten Überarbeitung der Artikel ggf. auch unter Wikipedia Diskussion:Hauptseite informieren und sie am besten auch in den anderen Wikipedia-Sprachversionen eintragen. Tipp: Regelmäßig bei news.google.de nach „ist tot“, „gestorben“ oder „verstorben“ suchen.
Wenn eine Person gestorben ist, gibt es viele Seiten zu dieser Person in der Wikipedia, die davon auch betroffen sind und entsprechend aktualisiert werden müssen. Beispiele: Namenübersichtsseite, Geburtsjahr, Geburtsort-Seiten und viele mehr.
Wie finde ich die betroffenen Seiten?
Im Suchfeld auf der linken Seite gibt man den Suchbegriff so ein: „Vorname Nachname“. Dann klickt man auf Volltext und alle Seiten mit entsprechendem Suchtext werden aufgerufen. Hier sieht man dann schnell, wo auch das Todesjahr Sinn macht oder sogar ein Teil des Artikels angepasst werden muss. Auch hilft das „Werkzeug“ auf der linken Seite sehr gut, um solche Seiten aufzufinden: „Links auf diese Seite“. Somit ist die Wikipedia wieder aktuell in allen Bereichen! Hinweis: bei Eintragung der Kategorie „Gestorben JAHR“ wird der Missbrauchsfilter 49 ausgelöst, was jedoch nicht schlimm ist. Siehe: Spezial:Missbrauchsfilter/49
Dies ist eine Liste von im Jahr 1718 verstorbenen bekannten Persönlichkeiten. Die Einträge erfolgen innerhalb der einzelnen Daten alphabetisch sortiert. Tiere sind im Nekrolog für Tiere zu finden.

## Januar
| Tag        | Name                                      | Beruf, bekannt als                                                                  | Alter | Beleg |
| ---------- | ----------------------------------------- | ----------------------------------------------------------------------------------- | ----- | ----- |
| 1. Januar  | Philipp Otto Vietor                       | hessischer reformierter Theologe und Superintendent                                 | 71    |       |
| 6. Januar  | Giovanni Vincenzo Gravina                 | italienischer Schriftsteller und Jurist und Mitbegründer der Accademia dell'Arcadia | 53    |       |
| 14. Januar | Andreas Dietrich Apel                     | deutscher Handels- und Ratsherr                                                     | 55    |       |
| 16. Januar | Johann Hugo von Lente                     | deutscher Jurist, Diplomat und Staatsmann                                           |       |       |
| 17. Januar | Johann Joachim Beselin                    | deutscher Jurist und Bürgermeister von Rostock                                      | 56    |       |
| 28. Januar | Johann Ignaz Dominik Putz von Adlersthurn | böhmischer Hofkammerrat und Assessor des Kammer- und Feudalgerichts                 |       |       |
| Januar     | Nikolaes Heinsius der Jüngere             | holländischer Schriftsteller und Arzt                                               |       |       |

## Februar
| Tag         | Name                                        | Beruf, bekannt als                                   | Alter | Beleg |
| ----------- | ------------------------------------------- | ---------------------------------------------------- | ----- | ----- |
| 1. Februar  | Charles Talbot, 1. Duke of Shrewsbury       | britischer Politiker und Adliger                     | 57    |       |
| 5. Februar  | Elisabeth Johanna von Pfalz-Veldenz         | Wild- und Rheingräfin zu Salm-Kyrburg                | 64    |       |
| 5. Februar  | Adrianus Reland                             | niederländischer Orientalist                         | 41    |       |
| 6. Februar  | Caspar Heinrich Horn                        | deutscher Jurist und Rechtswissenschaftler           | 61    |       |
| 7. Februar  | Hanns Herrmann Wostromirsky von Rockittnigk | sächsischer Generalleutnant                          | 70    |       |
| 14. Februar | Viktor I. Amadeus                           | Fürst von Anhalt-Bernburg                            | 83    |       |
| 14. Februar | Philipp Karl von Fürstenberg                | Bischof von Lavant von 1708 bis 1718                 |       |       |
| 14. Februar | Wilhelm Heinrich                            | Fürst von Nassau-Usingen (1702–1718)                 | 33    |       |
| 22. Februar | Sigbert Heister                             | österreichischer Feldherr                            |       |       |
| 23. Februar | François Nicolaas Fagel                     | Feldmarschallleutnant der Habsburgischen Niederlande |       |       |
| 27. Februar | Václav Karel Holan Rovenský                 | tschechischer Komponist                              |       |       |

## März
| Tag      | Name                      | Beruf, bekannt als                      | Alter | Beleg |
| -------- | ------------------------- | --------------------------------------- | ----- | ----- |
| 1. März  | Jacobus le Mort           | niederländischer Chemiker und Mediziner | 67    |       |
| 3. März  | Jean d’Estrées            | französischer Bischof und Politiker     |       |       |
| 11. März | Guy-Crescent Fagon        | französischer Arzt und Botaniker        | 79    |       |
| 13. März | Friedrich Nicolaus Bruhns | deutscher Komponist                     | 81    |       |
| 15. März | Ferdinand von Fürstenberg | Drost im Herzogtum Westfalen            | 56    |       |

## April
| Tag       | Name                          | Beruf, bekannt als                                                                              | Alter | Beleg |
| --------- | ----------------------------- | ----------------------------------------------------------------------------------------------- | ----- | ----- |
| 1. April  | Johann Burchard Freystein     | deutscher Jurist und Kirchenliederdichter                                                       | 46    |       |
| 1. April  | Johann Jacob Stolterfoht      | deutscher Mediziner, Hochschullehrer an der Universität Greifswald und Stadtphysicus von Lübeck | 52    |       |
| 3. April  | Franziska Barbara von Weltz   | durch Ehe Gräfin von Hohenlohe, Herrin von Wilhermsdorf                                         | 51    |       |
| 3. April  | Jacques Ozanam                | französischer Mathematiker                                                                      | 77    |       |
| 10. April | Johannes Gezelius der Jüngere | finnisch-schwedischer Theologe                                                                  | 70    |       |
| 10. April | Georg Friedrich Meinhart      | deutscher evangelischer Theologe                                                                | 67    |       |
| 15. April | Antonio Grano                 | italienischer Maler                                                                             |       |       |
| 18. April | Michael Wening                | deutscher Kupferstecher                                                                         | 72    |       |
| 20. April | James Petiver                 | britischer Botaniker und Entomologie                                                            |       |       |
| 21. April | Philippe de La Hire           | französischer Mathematiker                                                                      | 78    |       |
| 21. April | Bandino Panciatichi           | italienischer Geistlicher und Kardinal                                                          | 88    |       |
| 25. April | Michael Vermehren             | deutscher Theologe                                                                              | 58    |       |
| 26. April | Maria Eleonore von Dernbach   | deutsche Landesherrin                                                                           | 38    |       |
| 26. April | Henry Tew                     | englischer Politiker und Offizier                                                               |       |       |
| 27. April | Candidus Pfiffer              | Abt des Zisterzienserstiftes Baumgartenberg                                                     | 86    |       |
| 29. April | Christoph Heinrich von Kanitz | königlich-polnischer und kurfürstlich-sächsischer Generalleutnant und Rittergutsbesitzer        |       |       |

## Mai
| Tag     | Name                                    | Beruf, bekannt als | Alter | Beleg |
| ------- | --------------------------------------- | --- | ----- | ----- |
| 3. Mai  | Gottfried Suevus der Jüngere            | deutscher Rechtswissenschaftler | 66    |       |
| 3. Mai  | Zwi Hirsch Aschkenasi                   | Rabbiner und Talmudgelehrter |       |       |
| 6. Mai  | Johann Paul Hebenstreit                 | deutscher Moralphilosoph und lutherischer Theologe                                                                                          | 57    |       |
| 7. Mai  | Maria Beatrice d’Este                   | Tochter Alfonsos IV. d’Este, Ehefrau Jakobs II. von England                                                                                 | 59    |       |
| 8. Mai  | Anselm Lürzer von Zechenthal            | salzburgischer römisch-katholischer Theologe, Abt des Stifts Admont                                                                         | 56    |       |
| 15. Mai | Stephan Anton Mdzewski                  | Titularbischof von Calama, Weihbischof in Luzk und Gnesen, dort auch Offizial und Generalvikar. 1703 weihbischöfliche Handlungen in Breslau |       |       |
| 18. Mai | Arvid Karlsteen                         | schwedischer Medailleur, Münzer und Miniaturmaler                                                                                           | 71    |       |
| 19. Mai | Lorenz Andreas Hamberger                | deutscher Rechtswissenschaftler | 28    |       |
| 19. Mai | Juan Andrés de Ustariz de Vertizberea   | spanischer Gouverneur | 62    |       |
| 22. Mai | Gaspard Abeille                         | französischer Geistlicher und Dramatiker |       |       |
| 23. Mai | Jacobus Sackmann                        | deutscher evangelischer Theologe | 75    |       |
| 30. Mai | Arnold van Keppel, 1. Earl of Albemarle | Favorit von König Wilhelm III., englischer und niederländischer Befehlshaber                                                                |       |       |
| 30. Mai | Bernard Nieuwentijt                     | niederländischer Philosoph und Mathematiker                                                                                                 | 63    |       |

## Juni
| Tag      | Name                | Beruf, bekannt als                                               | Alter | Beleg |
| -------- | ------------------- | ---------------------------------------------------------------- | ----- | ----- |
| 4. Juni  | Georg Lybecker      | schwedischer Freiherr und Generalleutnant der schwedischen Armee |       |       |
| 24. Juni | Ludwig Friedrich I. | Fürst von Schwarzburg-Rudolstadt                                 | 50    |       |
| 24. Juni | Mathias Prininger   | österreichischer Glockengießer des Barock                        |       |       |
| Juni     | Sudfeld Vick        | Baumeister                                                       |       |       |

## Juli
| Tag      | Name                          | Beruf, bekannt als                                                                                                | Alter | Beleg |
| -------- | ----------------------------- | --- | ----- | ----- |
| 7. Juli  | Alexei von Russland           | russischer Zarewitsch (Kronprinz); Sohn von Zar Peter I.                                                          | 28    |       |
| 11. Juli | Caspar Löscher                | deutscher lutherischer Theologe, Hochschullehrer, Universitätsrektor                                              | 82    |       |
| 12. Juli | Hermann Alexander Roëll       | niederländischer reformierter Theologe und Philosoph                                                              |       |       |
| 18. Juli | Friedrich Adolf               | Graf von Lippe-Detmold (1697–1718)                                                                                | 50    |       |
| 18. Juli | Otto Christian von Zinzendorf | kursächsischer General                                                                                            | 56    |       |
| 21. Juli | Sabbatai Ben Josef            | jüdischer Schriftsteller, Gelehrter, Bibliograph und Verleger, der in Polen, Böhmen, Holland und Schlesien wirkte |       |       |
| 28. Juli | Étienne Baluze                | französischer Historiker                                                                                          |       |       |
| 28. Juli | Ewald von der Osten-Sacken    | Kanzler im Herzogtum Kurland und Semgallen, Mitglied des herzoglichen Oberrates und Landrat von Pilten            |       |       |
| 30. Juli | Jacob Muhl                    | deutscher Kaufmann                                                                                                | 71    |       |
| 30. Juli | William Penn                  | gründete die Kolonie Pennsylvania                                                                                 | 73    |       |

## August
| Tag       | Name              | Beruf, bekannt als          | Alter | Beleg |
| --------- | ----------------- | --------------------------- | ----- | ----- |
| 4. August | Joël de Cournuaud | preußischer Generalleutnant |       |       |

## September
| Tag           | Name                    | Beruf, bekannt als                       | Alter | Beleg |
| ------------- | ----------------------- | ---------------------------------------- | ----- | ----- |
| 9. September  | Diego Ladrón de Guevara | Bischof von Quito und Vizekönig von Peru |       |       |
| 10. September | Matthias Stein          | Jurist und Hochschullehrer               | 58    |       |
| 18. September | Johann Rudolf Rudolf    | Schweizer Theologe                       |       |       |
| 21. September | Johann Philipp          | Graf von Isenburg (1685–1718)            | 62    |       |

## Oktober
| Tag         | Name                                    | Beruf, bekannt als                                                                               | Alter | Beleg |
| ----------- | --------------------------------------- | ------------------------------------------------------------------------------------------------ | ----- | ----- |
| 14. Oktober | Joachim Heinrich Truchsess von Waldburg | königlich preußischer Generalleutnant, Chef eines Bataillons zu Fuß, Amtshauptmann von Angerburg | 72    |       |
| 18. Oktober | Ignatius Desiderius von Peutingen       | Stiftsdekan in Ellwangen (Jagst) und Gründer des Ellwanger Jesuitenkollegiums                    | 77    |       |
| 19. Oktober | Henri d’Harcourt                        | Marschall und Pair von Frankreich                                                                | 64    |       |
| 23. Oktober | Johann Caspar Posner                    | deutscher Physiker und Rhetoriker                                                                | 47    |       |
| 25. Oktober | Johann Michael                          | deutscher lutherischer Theologe                                                                  | 80    |       |
| 31. Oktober | Johanna Ursula von Geusau               | deutsche Kirchenlieddichterin                                                                    |       |       |

## November
| Tag          | Name                              | Beruf, bekannt als                                                            | Alter | Beleg |
| ------------ | --------------------------------- | ----------------------------------------------------------------------------- | ----- | ----- |
| 3. November  | Karl Wilhelm                      | Fürst von Anhalt-Zerbst                                                       | 66    |       |
| 5. November  | Hieronymus Ambrosius Langenmantel | deutscher katholischer Priester, Theologe, Gelehrter und Naturwissenschaftler | 76    |       |
| 5. November  | Camille Le Tellier de Louvois     | französischer Kleriker                                                        | 43    |       |
| 7. November  | Carlo Bichi                       | italienischer Kardinal der Römischen Kirche                                   | 79    |       |
| 15. November | Moritz Wilhelm                    | Herzog von Sachsen-Zeitz                                                      | 54    |       |
| 17. November | Giuseppe Mondini                  | italienischer Musikinstrumentenbauer                                          |       |       |
| 17. November | Philipp Ludwig Probst             | fürstlich braunschweig-lüneburgischer Premierminister und Kanzler             | 85    |       |
| 22. November | Blackbeard                        | englischer Pirat                                                              |       |       |
| 30. November | Robert Erskine                    | schottischer Arzt                                                             | 41    |       |

## Dezember
| Tag          | Name                                         | Beruf, bekannt als                                                           | Alter | Beleg |
| ------------ | -------------------------------------------- | ---------------------------------------------------------------------------- | ----- | ----- |
| 5. Dezember  | Johann Friedrich Willading                   | Schweizer Staatsmann und Schultheiss                                         |       |       |
| 6. Dezember  | Johann Franz von Crone                       | kurbrandenburgischer Generalmajor                                            |       |       |
| 6. Dezember  | Georg Christoph Petri von Hartenfels         | deutscher Arzt, Naturwissenschaftler und Hochschullehrer                     | 85    |       |
| 6. Dezember  | Nicholas Rowe                                | englischer Beamter, Dichter und Dramatiker                                   |       |       |
| 7. Dezember  | Rudolf Emanuel Passavant                     | Kaufmann in Frankfurt am Main                                                | 77    |       |
| 9. Dezember  | Vincenzo Maria Coronelli                     | italienischer Kartograf, Kosmograf und Hersteller von Globen                 | 68    |       |
| 10. Dezember | Stede Bonnet                                 | Pirat                                                                        |       |       |
| 11. Dezember | Karl XII.                                    | König von Schweden (1697–1718) und Herzog von Zweibrücken in Personalunion   | 36    |       |
| 13. Dezember | Johann Arnoldi                               | gräflich-stolbergischer Hofrat und Vizeberghauptmann der Grafschaft Stolberg | 70    |       |
| 19. Dezember | Johannes Bohn                                | deutscher Mediziner                                                          | 78    |       |
| 21. Dezember | Cai Burchard von Ahlefeldt                   | deutscher Oberst, Abgeordneter des Landtages und Träger des Dannebrog-Ordens | 47    |       |
| 25. Dezember | Franz Joseph Feuchtmayer                     | Stuckateur und Bildhauer des Barock                                          | 58    |       |
| 25. Dezember | Franz Arnold von Wolff-Metternich zur Gracht | Fürstbischof von Paderborn und Münster                                       | 60    |       |
| 26. Dezember | Maximilian Karl                              | deutscher Adliger, erster Fürst aus dem Haus Löwenstein                      | 62    |       |
| 26. Dezember | Rudolph Wilhelm Krause der Jüngere           | deutscher Mediziner                                                          | 76    |       |
| 28. Dezember | Johann Brokoff                               | böhmischer Bildhauer des Barock                                              | 66    |       |
| 28. Dezember | Benoîte Rencurel                             | Seherin                                                                      | 71    |       |

## Datum unbekannt
| Tag       | Name                            | Beruf, bekannt als                                            | Alter | Beleg |
| --------- | ------------------------------- | ------------------------------------------------------------- | ----- | ----- |
|           | Paul Poisson de Bourvallais     | französischer Finanzmann                                      |       |       |
|           | Giulio Broggio                  | Baumeister und Architekt des Barock in Böhmen                 |       |       |
|           | Alexander Douglas               | schottischer Politiker, Mitglied des House of Commons         |       |       |
| Juni/Juli | Marie Grubbe                    | dänische Adlige                                               |       |       |
|           | Johann Adam Kurrer              | württembergischer Jurist, Bürgermeister von Tübingen          | 54    |       |
|           | Giovanni Antonio Matera         | italienischer Maler                                           |       |       |
|           | Bernd Christian von Schoenebeck | königlich-preußischer Generalmajor und Kommandant von Kolberg |       |       |
|           | Johann Schorn                   | österreichischer Lauten- und Geigenbauer                      |       |       |
|           | Godefridus Sittartz             | Jesuit und Superior in Arnsberg                               |       |       |
|           | Sultan ibn Saif II.             | Imam von Oman (1711–1718)                                     |       |       |
|           | Giulio Taglietti                | italienischer Violinist und Komponist des Barock              |       |       |
|           | Nikolaus Wurmstich              | deutscher Maurermeister, Architekt des Barock                 |       |       |